# العلاقات الإكوادورية اللاتفية
العلاقات الإكوادورية اللاتفية هي العلاقات الثنائية التي تجمع بين الإكوادور ولاتفيا.

## مقارنة بين البلدين
هذه مقارنة عامة ومرجعية للدولتين:
| وجه المقارنة                                              | الإكوادور                      | لاتفيا                                             |
| --------------------------------------------------------- | ------------------------------ | -------------------------------------------------- |
| المساحة (كم2)                                             | 283.56 ألف                     | 64.59 ألف                                          |
| عدد السكان (نسمة)                                         | 16.62 مليون                    | 1.93 مليون                                         |
| الكثافة السكانية (ن./كم²)                                 | 58.61                          | 29.88                                              |
| العاصمة                                                   | كيتو                           | ريغا                                               |
| اللغة الرسمية                                             | اللغة الإسبانية، كيشوا ‏، شوار ‏ | اللغة اللاتفية                                     |
| العملة                                                    | دولار أمريكي، سوكري إكوادوري   | يورو، لاتس لاتفي، الروبل اللاتفي ‏، الروبل اللاتفي ‏ |
| الناتج المحلي الإجمالي (بليون دولار)                      | 103.06 مليار                   | 30.26 مليار                                        |
| الناتج المحلي الإجمالي (تعادل القوة الشرائية) بليون دولار | 185.24 مليار                   | 49.24 مليار                                        |
| الناتج المحلي الإجمالي الاسمي للفرد دولار أمريكي          | 6.21 ألف                       | 14.06 ألف                                          |
| الناتج المحلي الإجمالي للفرد دولار أمريكي                 | 11.37 ألف                      | 23.55 ألف                                          |
| مؤشر التنمية البشرية                                      | 0.746                          | 0.819                                              |
| رمز المكالمات الدولي                                      | +593                           | +371                                               |
| رمز الإنترنت                                              | .ec                            | .lv                                                |
| المنطقة الزمنية                                           | 00                             | ت ع م+02:00، ت ع م+03:00، أوروبا/ريغا ‏             |

## منظمات دولية مشتركة
يشترك البلدان في عضوية مجموعة من المنظمات الدولية، منها:
| علم المنظمة | اسم المنظمة                        | تاريخ انضمام الإكوادور | تاريخ انضمام لاتفيا |
| ----------- | ---------------------------------- | ---------------------- | ------------------- |
|             | مؤسسة التنمية الدولية              | 7 نوفمبر 1961          | 11 أغسطس 1992       |
|             | يونسكو                             | 22 يناير 1947          | 9 يوليو 1951        |
|             | وكالة ضمان الاستثمار متعدد الأطراف | 12 أبريل 1988          | 21 أغسطس 1998       |
|             | الأمم المتحدة                      | 21 ديسمبر 1945         | 17 سبتمبر 1991      |
|             | الفريق المعني برصد الأرض           | ?                      | ?                   |
|             | الاتحاد البريدي العالمي            | ?                      | ?                   |
|             | البنك الدولي للإنشاء والتعمير      | 28 ديسمبر 1945         | 11 أغسطس 1992       |
|             | المنظمة الهيدروغرافية الدولية      | ?                      | ?                   |
|             | الاتحاد الدولي للاتصالات           | 17 أبريل 1920          | 11 ديسمبر 1921      |
|             | منظمة حظر الأسلحة الكيميائية       | ?                      | ?                   |
|             | مؤسسة التمويل الدولية              | 20 يوليو 1956          | 29 سبتمبر 1993      |
|             | منظمة التجارة العالمية             | ?                      | 1999                |
|             | منظمة الشرطة الجنائية الدولية      | ?                      | ?                   |

## وصلات خارجية
- موقع وزارة الخارجية الإكوادورية
- موقع وزارة الخارجية اللاتفية